# Ганчев, Виталий Константинович
Виталий Константинович Ганчев (укр. Віталій Костянтинович Ганчев, род. 24 мая 1975, Харьков) — российский государственный деятель, с марта 2022 — глава российской оккупационной администрации в Харьковской области.

## Биография
Родился 24 мая 1975 года в Харькове.
Окончил 8 классов СОШ № 31 (1990) и Киевский национальный университет внутренних дел (2008).
В 2011 году работал в департаменте по делам гражданства, иммиграции и регистрации физических лиц Харьковской областной администрации.
В 2013 году — заместитель начальника Дергачевского РОВД в звании подполковника милиции.
В 2014 году переехал в Луганск, где получил должность начальника отдела экономической безопасности Жовтневого районного управления МВД подконтрольной России ЛНР с присвоением звания полковника. Сражался в рядах пророссийских сепаратистов.
С марта 2022 года в ходе российского вторжения в Украину перешел на сторону РФ и занял должность главы администрации пгт Казачья Лопань в Харьковской области.
С 3 июня 2022 года — глава российской оккупационной администрации в Харьковской области. После начала контрнаступления украинской армии (9 сентября того же года) перенёс свою резиденцию из Купянска в Белгородскую область.
9 июня 2022 года СБУ заочно уведомило Ганчева о статусе подозреваемых по делу о государственной измене и коллаборационной деятельности. По данным следствия, Ганчев в посёлке Казачья Лопань помогал российским военным разыскивать украинских военнослужащих, местных волонтёров и активистов.
С 17 июля 2023 года находится под санкциями Великобритании а «участие в программе правительства России по принудительной депортации украинских детей. 23 февраля 2024 года был включён в санкционные списки США.